# Lonchura castaneothorax
La donacola petto castano (Lonchura castaneothorax Gould, 1837) è un uccello passeriforme appartenente alla famiglia degli Estrildidi.

## Tassonomia
Se ne riconoscono cinque sottospecie:

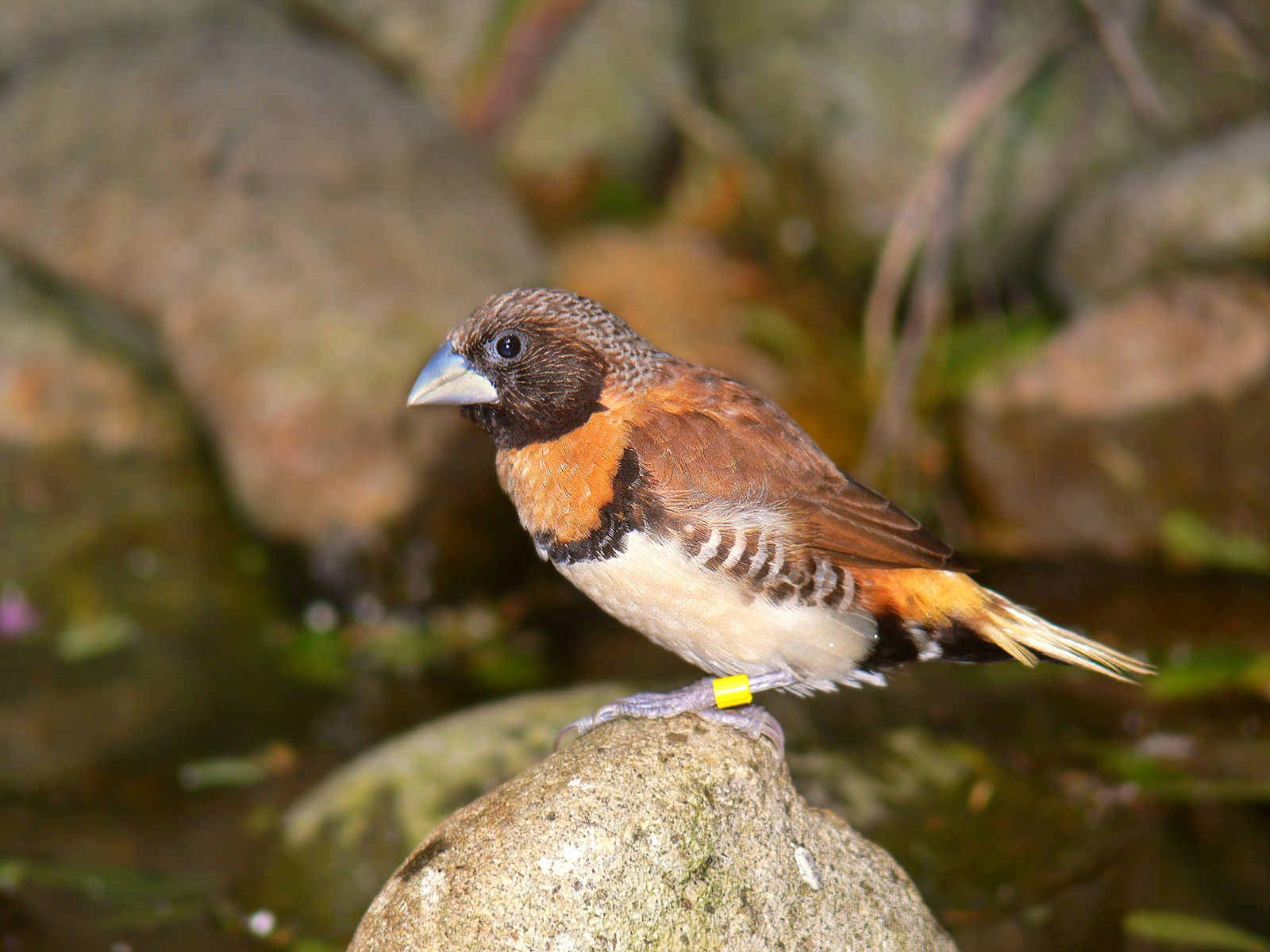
Un esemplare della sottospecie uropygialis.

- Lonchura castaneothorax castaneothorax, la sottospecie nominale, diffusa in Australia settentrionale ed orientale;
- Lonchura castaneothorax boschmai Junge, 1952, diffusa in Irian Jaya, caratterizzata da striature brune sui fianchi;
- Lonchura castaneothorax ramsayi Delacour, 1943, diffusa nell'estremità sud-orientale della Papua Nuova Guinea e caratterizzata da una colorazione più scura;
- Lonchura castaneothorax sharpii Madarász, 1894, diffusa nella porzione settentrionale della Nuova Guinea, caratterizzata da colorazione grigia piuttosto chiara;
- Lonchura castaneothorax uropygialis Stresemann & Paludan, 1934, diffusa in Papua Occidentale e caratterizzata da codione di colore arancio;

In passato veniva riconosciuta un'ulteriore sottospecie australiana di questi uccelli, Lonchura castaneothorax assimilis, attualmente accorpata alla sottospecie nominale.

## Distribuzione edhabitat

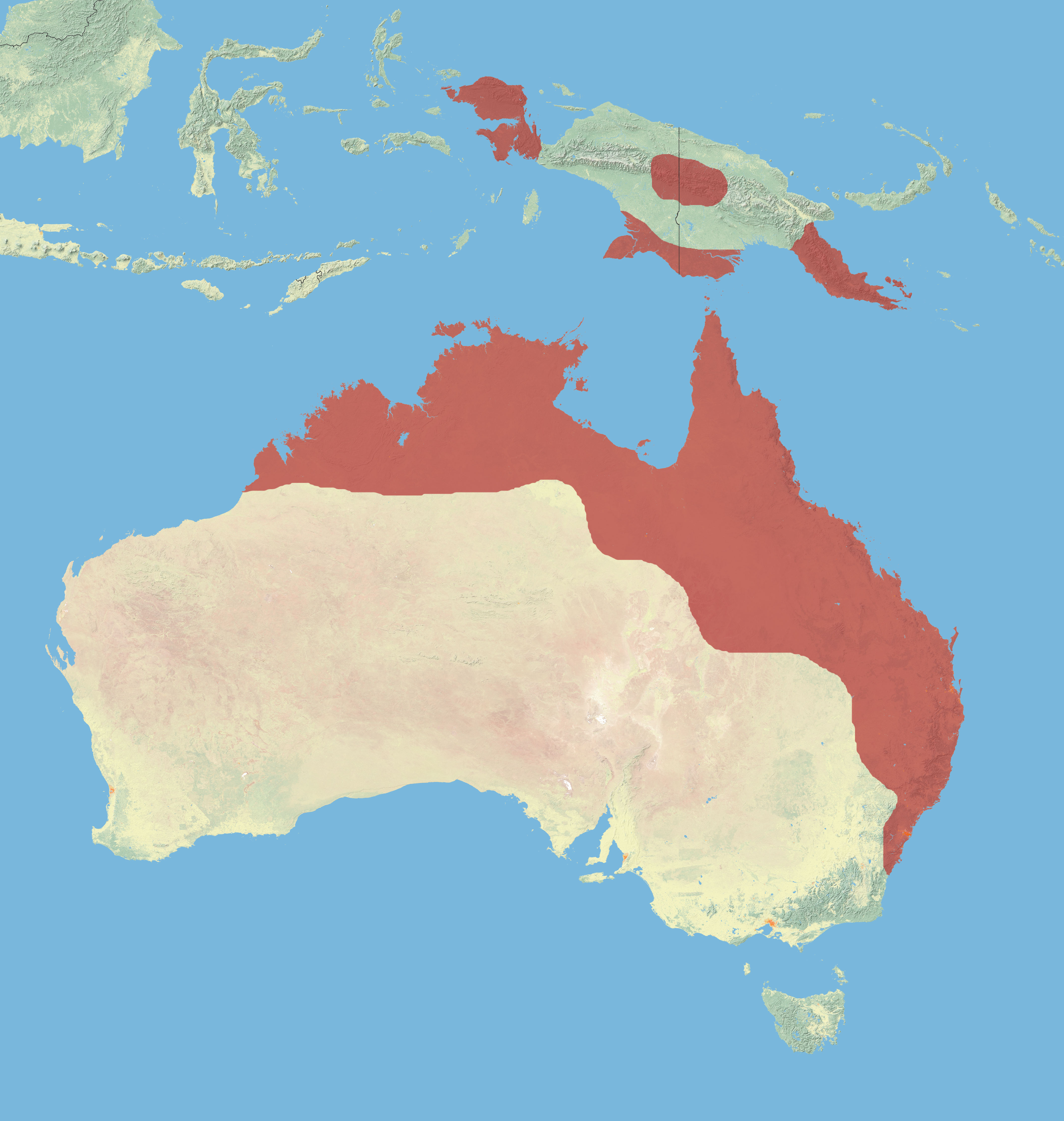
In rosso l'areale occupato dalla specie.

Questi uccelli occupano un areale piuttosto vasto, che comprende l'Australia settentrionale ed orientale e la Nuova Guinea: questi uccelli sono inoltre stati introdotti su numerose isole della Polinesia francese, alle Vanuatu ed in Nuova Caledonia, dove si sono naturalizzati.
L'habitat di questa specie è rappresentato prevalentemente dalle aree erbose nei pressi di zone umide, come fiumi, laghi, paludi e canneti: la donacola petto castano colonizza tuttavia anche mangrovieti, risaie e campi coltivati, beneficiando della presenza umana e degli impianti d'irrigazione e spingendosi in alcune aree perfino nei cortili e nei giardini.
A differenza della stragrande maggioranza delle specie congeneri, la donacola petto castano è solita compiere migrazioni stagionali: durante la stagione delle piogge, infatti, questi uccelli si muovono verso l'entroterra, allontanandosi dalle zone acquitrinose, mentre con l'arrivo della stagione secca si spostano nuovamente verso le coste.

## Descrizione

### Dimensioni

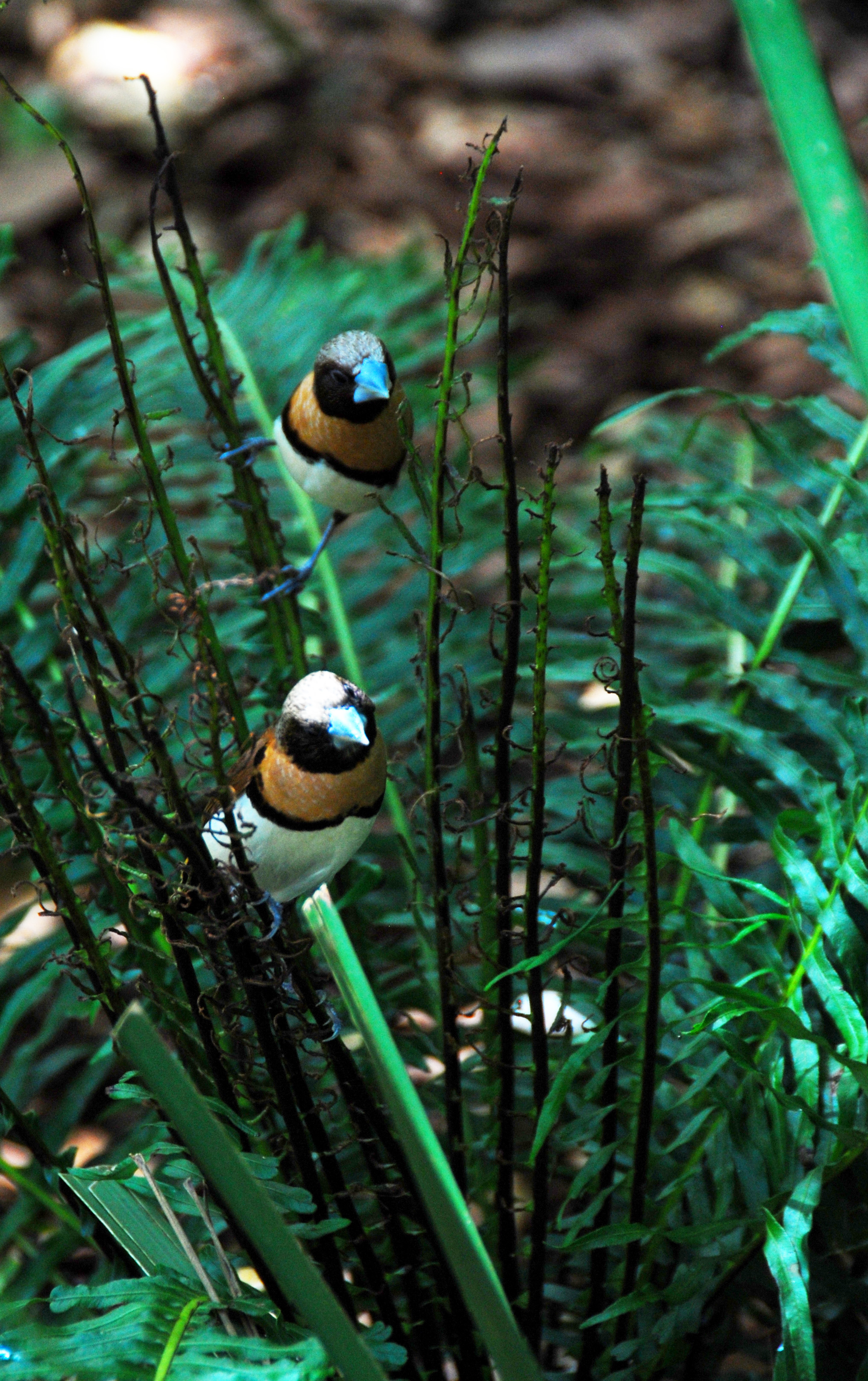
Una coppia alla ricerca di cibo nell'Australia Zoo.

Misura circa 11–13 cm di lunghezza, compresa la coda.

### Aspetto

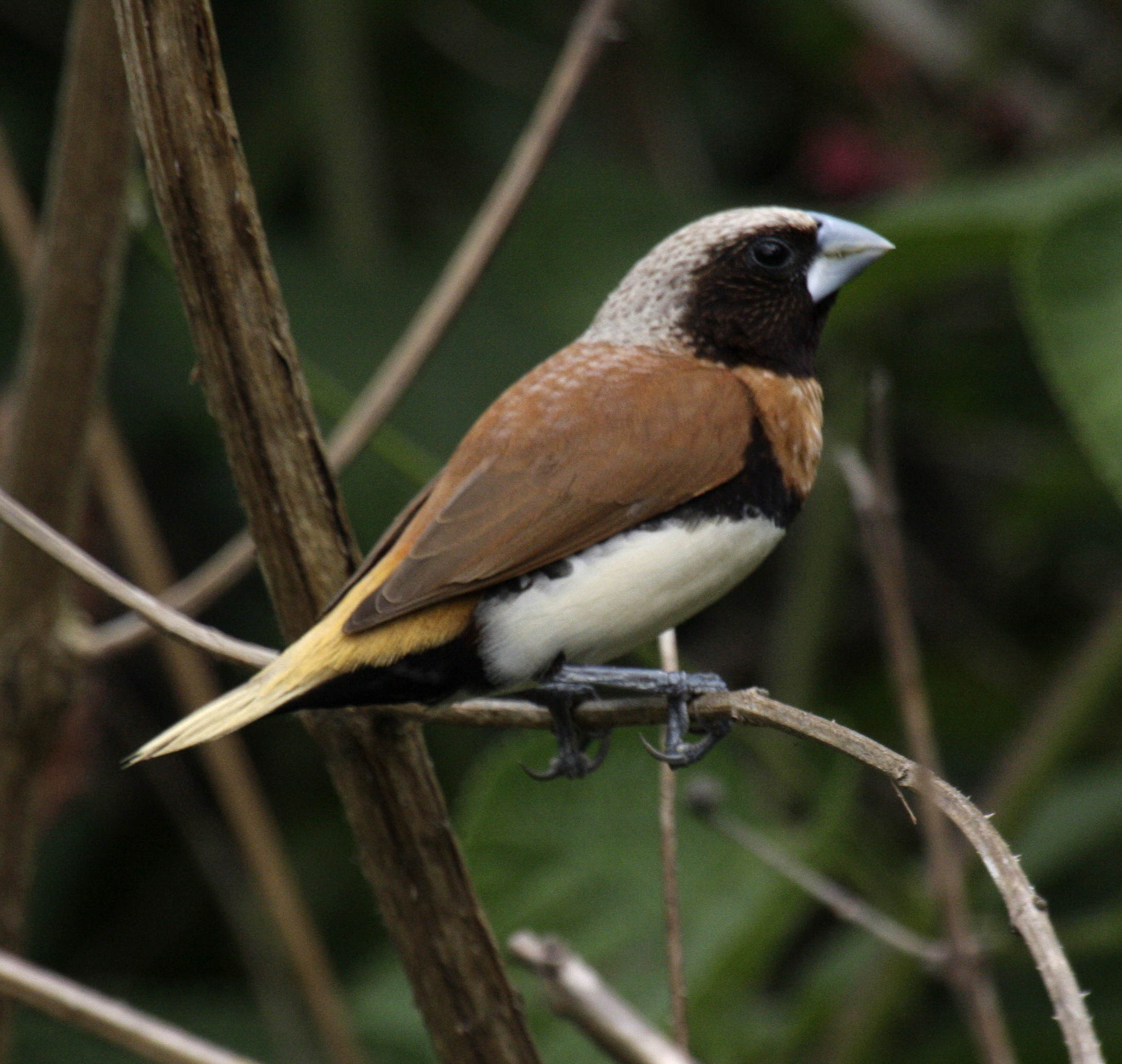
Un esemplare nel Queensland.

Si tratta di un uccello dall'aspetto robusto, munito di un forte becco di forma tozza e conica.

La colorazione è piuttosto variegata: il dorso e le ali sono di color bruno-nocciola, la nuca, il vertice e la fronte sono di colore grigio con le singole penne orlate di bianco a dare un caratteristico effetto perlato, sulla faccia è presente una mascherina di colore bruno scuro, in alcuni casi con punteggiature brune su occhi e guance, il petto è bruno-rosato, orlato di nero nella porzione ventrale, mentre il ventre è bianco, con striature verticali nere sui fianchi, così come nero è il sottocoda, mentre il codione e la coda sono di colore giallo-arancio. Il becco è di color grigio-nerastro, gli occhi sono di colore bruno scuro, le zampe sono carnicino-grigiastre.

## Biologia

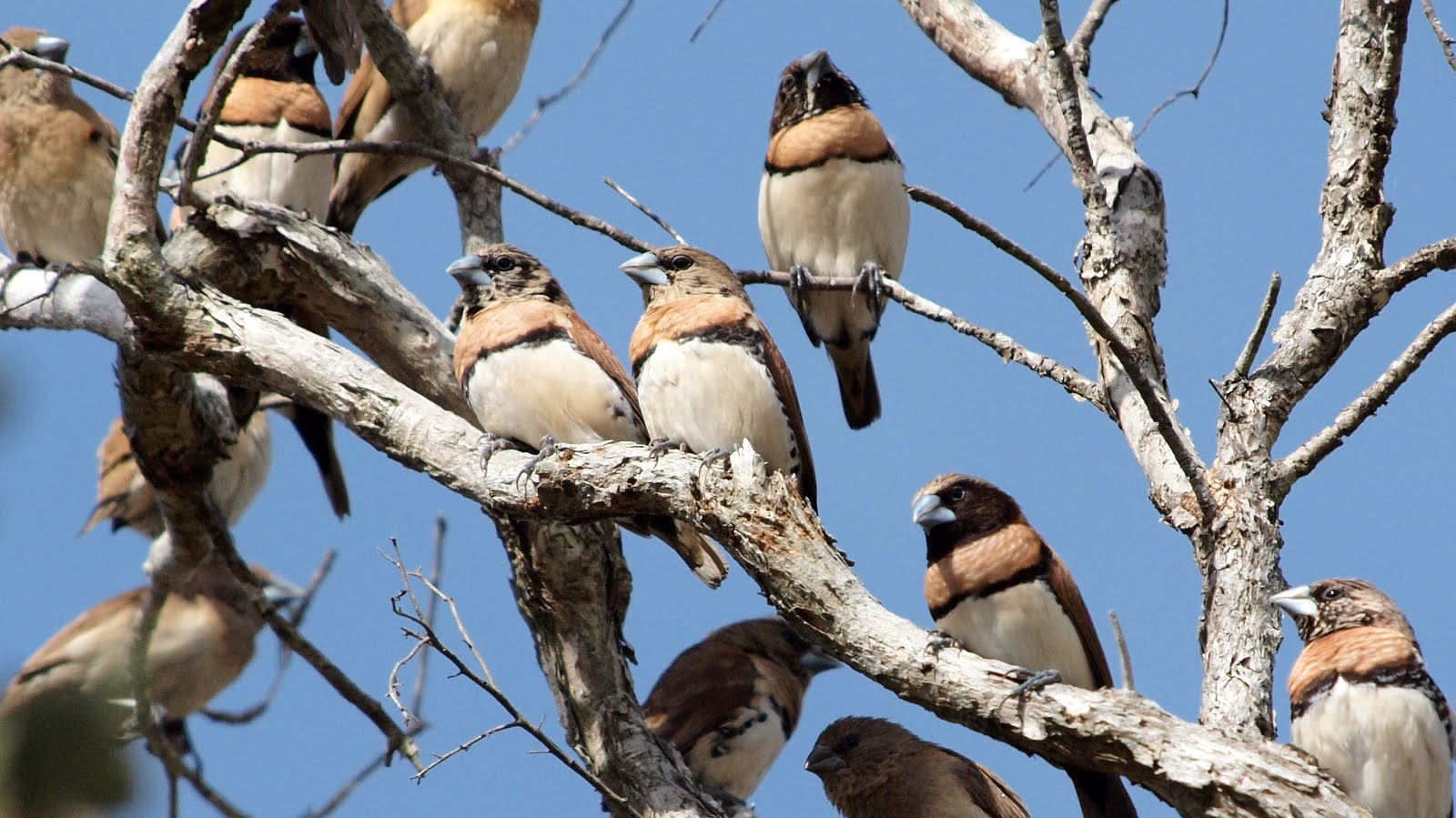
Gruppo di donacole petto castano a Mareeba.

Le donacole petto castano sono uccelli dalle abitudini diurne e gregarie, che all'infuori del periodo riproduttivo tendono a formare stormi anche consistenti, spesso in compagnia di altre specie come la donacola testa grigia, il diamante rosso ed il cappuccino testa grigia. Gli stormi passano la maggior parte del giorno al suolo alla ricerca di cibo, mentre sul far della sera questi uccelli cercano rifugio fra gli alberi per la notte.

### Alimentazione
La dieta di questi uccelli è essenzialmente granivora, consistendo in massima parte di semi di graminacee che vengono frantumati col forte becco: le donacole petto castano si nutrono però di una vasta gamma di semi, che comprende orzo, sorgo e riso. Soprattutto durante il periodo riproduttivo, inoltre, questi uccelli tendono a nutrirsi anche di piccoli insetti volanti, in particolare termiti.

### Riproduzione
Sebbene le donacole petto castano siano in grado di riprodursi durante tutto l'arco dell'anno, a patto di avere a disposizione abbastanza cibo per allevare la prole, può essere individuato un periodo riproduttivo corrispondente alla porzione finale della stagione delle piogge. Durante la riproduzione le coppie si isolano dal proprio stormo, sebbene i nidi tendano a concentrarsi nelle medesime zone, tanto da essere distanti anche solo mezzo metro gli uni dagli altri.

Le coppie collaborano nella costruzione del nido, che è una struttura tondeggiante ottenuta intrecciando steli d'erba e materiale vegetale fibroso nell'erba alta, fra i cespugli o fra i canneti, a circa un metro da terra. All'interno di esso la femmina depone 2-6 uova, che ambo i sessi provvedono ad incubare per circa 13 giorni: i pulli, ciechi ed implumi alla nascita, vengono accuditi e nutriti da entrambi i genitori per circa tre settimane, al termine delle quali sono pronti per l'involo. Non è raro, tuttavia, che essi rimangano nei pressi del nido per almeno altre due settimane, tornandovi per dormire durante la notte e chiedendo sporadicamente l'imbeccata ai genitori, che spesso nel frattempo si accingono a portare avanti una seconda covata.